# Takht-e Marmar

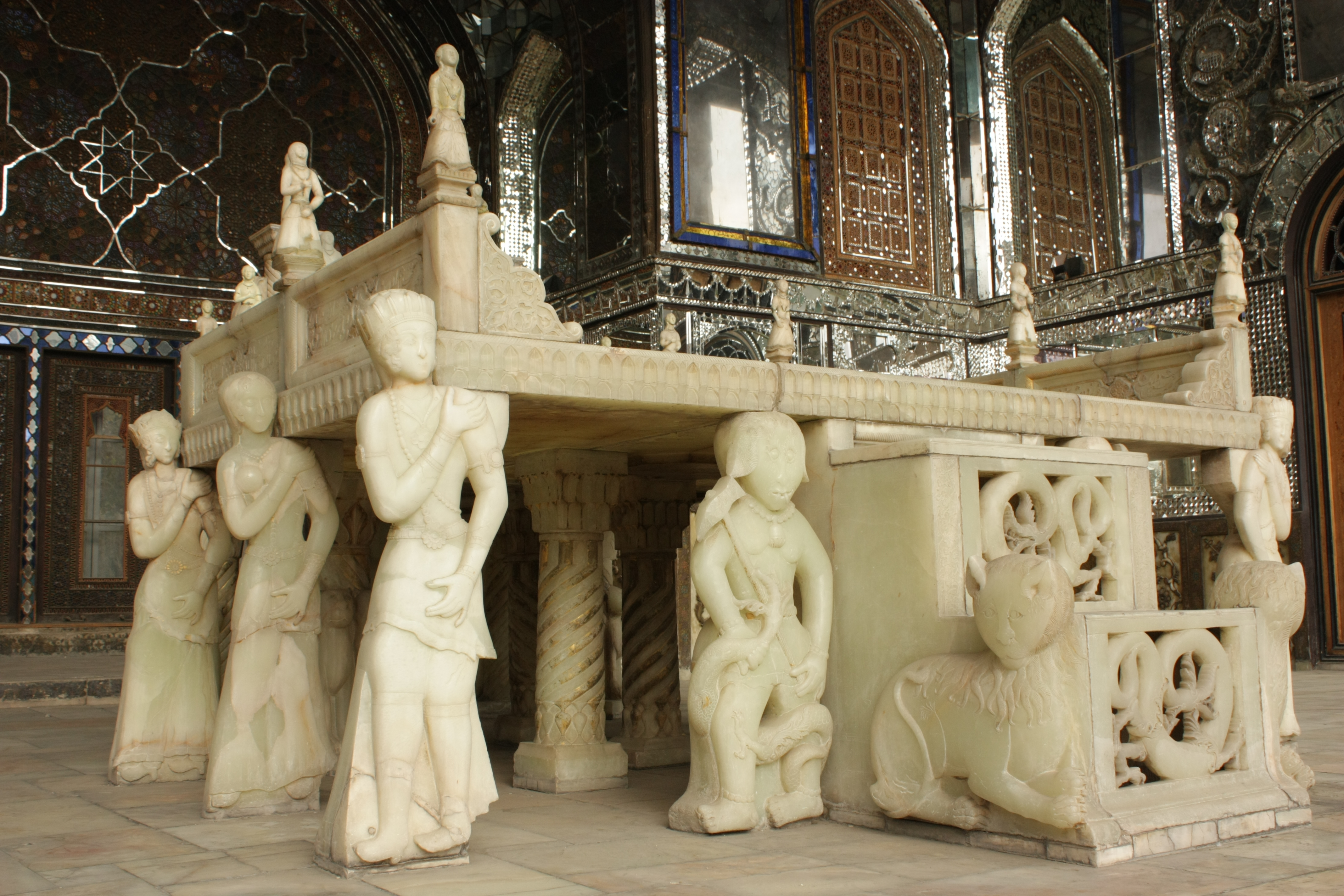
Le trône.

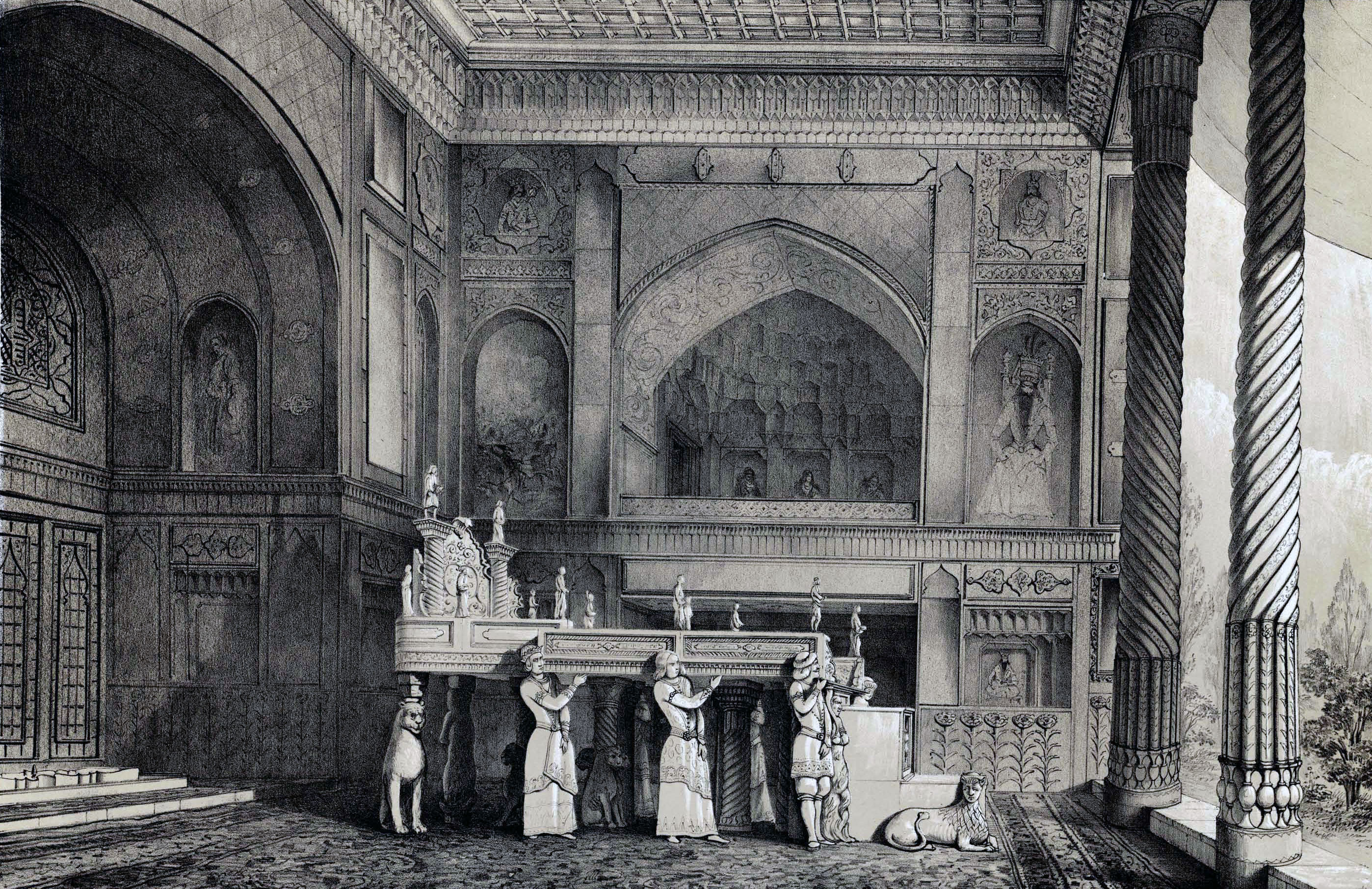
Dessin du trône par Eugène Flandin au XIXe siècle.

Le Takht-e Marmar (en persan : تخت مرمر / Taxt-e Marmar, « trône de marbre ») est un trône datant du XVIIIe siècle et conservé au palais du Golestan.